# Rodd vid olympiska sommarspelen 1936
Rodd vid olympiska sommarspelen 1936 avgjordes i Berlin i Tyskland.

## Medaljörer
| Event                         | Guld | Silver | Brons |
| Singelsculler Detaljer...     | Gustav Schäfer (GER)                                                                                                  | Josef Hasenöhrl (AUT) | Daniel Barrow (USA) |
| Dubbelsculler Detaljer...     | Jack Beresford och Dick Southwood (GBR)                                                                               | Willi Kaidel och Joachim Pirsch (GER) | Roger Verey och Jerzy Ustupski (POL) |
| Tvåa utan styrman Detaljer... | Willi Eichhorn och Hugo Strauß (GER)                                                                                  | Harry Larsen och Peter Olsen (DEN) | Horacio Podestá och Julio Curatella (ARG) |
| Tvåa med styrman Detaljer...  | Tyskland Gerhard Gustmann Herbert Adamski Dieter Arend                                                                | Italien Almiro Bergamo Guido Santin Luciano Negrini | Frankrike Marceau Fourcade Georges Tapie Noël Vandernotte                                                                                      |
| Fyra utan styrman Detaljer... | Tyskland Rudolf Eckstein Anton Rom Martin Karl Wilhelm Menne                                                          | Storbritannien Thomas Bristow Alan Barrett Peter Jackson John Sturrock                                                                                 | Schweiz Hermann Betschart Hans Homberger Alex Homberger Karl Schmid                                                                            |
| Fyra med styrman Detaljer...  | Tyskland Hans Maier Walter Volle Ernst Gaber Paul Söllner Fritz Bauer                                                 | Schweiz Hermann Betschart Hans Homberger Alex Homberger Karl Schmid Rolf Spring                                                                        | Frankrike Fernand Vandernotte Marcel Vandernotte Marcel Cosmat Marcel Chauvigné Noël Vandernotte                                               |
| Åtta med styrman Detaljer...  | USA Herbert Morris Charles Day Gordon Adam John White James McMillin George Hunt Joseph Rantz Donald Hume Robert Moch | Italien Guglielmo Del Bimbo Dino Barsotti Oreste Grossi Enzo Bartolini Mario Checcacci Dante Secchi Ottorino Quaglierini Enrico Garzelli Cesare Milani | Tyskland Alfred Rieck Helmut Radach Hans Kuschke Heinz Kaufmann Gerd Völs Werner Loeckle Hans-Joachim Hannemann Herbert Schmidt Wilhelm Mahlow |

## Medaljtabell
| Pl. | Nation         | Guld | Silver | Brons | Totalt |
| --- | -------------- | ---- | ------ | ----- | ------ |
| 1   | Tyskland       | 5    | 1      | 1     | 7      |
| 2   | Storbritannien | 1    | 1      | 0     | 2      |
| 3   | USA            | 1    | 0      | 1     | 2      |
| 4   | Italien        | 0    | 2      | 0     | 2      |
| 5   | Schweiz        | 0    | 1      | 1     | 2      |
| 6   | Danmark        | 0    | 1      | 0     | 1      |
| 6   | Österrike      | 0    | 1      | 0     | 1      |
| 8   | Frankrike      | 0    | 0      | 2     | 2      |
| 9   | Polen          | 0    | 0      | 1     | 1      |
| 9   | Argentina      | 0    | 0      | 1     | 1      |

## Deltagande länder
- Argentina (3)
- Australien (12)
- Österrike (9)
- Belgien (7)
- Brasilien (21)
- Kanada (10)
- Tjeckoslovakien (17)
- Danmark (16)
- Estland (1)
- Frankrike (19)
- Tyskland (26)
- Storbritannien (18)
- Ungern (23)
- Italien (22)
- Japan (16)
- Nederländerna (11)
- Norge (1)
- Polen (11)
- Sydafrika (1)
- Sverige (5)
- Schweiz (16)
- USA (26)
- Uruguay (8)
- Jugoslavien (14)